# Бурундуков, Михаил Александрович
Михаи́л Алекса́ндрович Бурундуко́в (род. 30 марта 1998, Междуреченский, Тюменская область) — российский биатлонист, трёхкратный чемпион России. Мастер спорта России (2020).

## Биография
Родился в посёлке городского типа Междуреченский в Югре. Тренируется у Ивана Геннадьевича Брагина и Сергея Александровича Алтухова.
Окончил Югорский государственный университет по специальности «физическая культура и спорт». Имеет также средне-специальное образование (механик).
До 2024 года на внутрироссийских соревнованиях представлял Югру, сейчас выступает за Тюменскую область.

### Карьера
Неоднократно становился победителем и призёром всероссийских соревнований по биатлону среди юниоров.
В декабре 2021 года, по итогам «Ижевской винтовки», отобрался в состав сборной России на Кубок IBU, однако из-за неоформленной визы принять участие в соревнованиях не смог. Оставшуюся часть сезона 2021/22 провёл на внутрироссийских стартах, выиграв в январе 2022 года на этапе Кубка России в Ижевске золото, серебро и бронзу, а в рамках чемпионата России стал победителем в суперспринте и эстафете.
В сезоне 2023/24 выиграл одну медаль на Кубке России и одну – на чемпионате страны.
На чемпионате России 2025 года в Ханты-Мансийске стал победителем в эстафете в составе команды Тюменской области.

### Личная жизнь
В июле 2025 года женился на биатлонистке Елизавете Каплиной (род. 1996). 